# Rinquítids
Els rinquítids (Rhynchitidae) són una família de coleòpters polífags de la superfamília dels curculionoïdeus. Són de mida petita (1,5 a 6,5 mm), i normalment es troben en vegetació baixa. Tenen dents en les vores de les mandíbules. L'espècie Merhynchites bicolor s'alimenta de les roses. L'espècie Byctiscus betulae és una plaga de la vinya i n'enrotlla les fulles fent una mena de cigar.
Tradicionalment es consideren una família dins Curculionoidea. Algunes classificacions els consideren només una subfamília, Rhynchitinae, dins la família dels atelàbids.